# Запис Милошевића храст (Бошњане)
Запис Милошевића храст (Бошњане) се налази на парцели чији је власник Милошевић Ружа.

## Локација
| Општина             | Параћин                                              |
| Катастарска општина | Бошњане                                              |
| Потес               | Велика раван                                         |
| Координате          | 43° 53′ 47″ С; 21° 28′ 26″ И / 43.8964° С; 21.474° И |
| Надморска висина    | 264m                                                 |

## Карактеристике
Дендрометријске вредности утврђене на терену и сателитским снимцима:
| Стабло                     | Храст |
| Висина стабла              | m     |
| Обим дебла                 | m     |
| Пречник крошње             | 15m   |
| Пречник дебла              | m     |
| Висина дебла до прве гране | m     |

## База записа
Запис је у оквиру Викимедија пројекта "Запис - Свето дрво" заведен под редним бројем 1034.